# ダニー・バード
ダニー・バード（Danny Byrd, 1979年 5月4日- ）は、イギリス・サマセット州・バース出身のドラムンベースDJ、プロデューサー、ミュージシャンである。ハウス・ミュージック、UKガレージ、R&B、保守的なレイヴやジャングル、テクノの影響を受けている。レーベルはイギリスに拠点を置いて独立系ダンスミュージックを主体とするホスピタル・レコード。クラブDJとしても人気がある。

## 歴史
2000年、ホスピタル・レコード(Hospital Records)が最初に契約したアーティストのひとりとなった。最初のシングルはドゥ・イット・アゲイン(Do It Again)とチェンジズ(Changes)であり、2000年後半にはロンドン・エレクトリシティのウィッシング・ウェル(Wishing Well)のリミックスでBBCラジオ1のリミックスコンテスト優勝を果たした。レーベルのコンピレーションアルバムであるウェポンズ・オブ・マス・クリエーション(Weapons of Mass Creation)にもリミックスを提供している。2005年から2008年にはソウル・ファンクション(Soul Function)やドッグ・ヒル(Dog Hill)などのシングルを発表している。2009年1月、レーベルのミックス7アルバムをミックスした。

### スーパーサイズド
2008年、ホスピタルレコードからデビューアルバムであるスーパーサイズド(Supersized)をリリースした。ショック・アウト(Shock Out)、Brookes Brothersとともに制作したゴールド・ラッシュ(Gold Rush)、ウィアード・サイエンス(Weird Science)、I-Kayをフィーチャリングしたレッド・ミスト(Red Mist)などが人気曲となった。

### レイヴ・ディガー
2009年7月25日、レッド・ミストEPがUKダンス・チャートで1位を記録した。2010年2月7日にはリミックスを手掛けたスウィート・ハーモニー(Sweet Harmony)が64位となって初めてUKシングル・チャート入りした。同年10月にはイル・ビヘイビアー(Ill Behaviour)がシングル・チャートで36位となった。
2010年10月、2枚目のスタジオアルバムであるレイヴ・ディガー(Rave Digger)をリリースした。I-Kayをフィーチャリングしたリードシングルのイル・ビヘイビアー(Ill Behaviour)はZane Lowe、MistaJam、Annie Mac、Sara Cox、BBCラジオ1に支持された。2010年9月8日、このシングルはBBCラジオ1で引っ張りだこの人気曲となった。

## ディスコグラフィー

### アルバム
| 年   | 詳細 | チャート最高位 |
| 年   | 詳細 | UK             |
| ---- | --- | -------------- |
| 2008 | スーパーサイズド (Supersized) - 発売日:2008年5月26日 - レーベル:ホスピタル・レコード - フォーマット:CD、デジタル配信、レコード   | —              |
| 2010 | レイヴ・ディガー (Rave Digger) - 発売日:2010年10月10日 - レーベル:ホスピタル・レコード - フォーマット:CD、デジタル配信、レコード | 68位           |

### EP
| 年   | 詳細 |
| ---- | --- |
| 2007 | メディカル・ヒストリー(Medical History) - 発売日:2007年3月5日 - レーベル:ホスピタル・レコード - フォーマット:CD、デジタル配信、レコード |

### シングル
| 年   | シングル                                                               | チャート最高位 | チャート最高位 | チャート最高位   | アルバム               |
| 年   | シングル                                                               | UK             | UKダンス       | ウルトラトップ50 | アルバム               |
| ---- | ---------------------------------------------------------------------- | -------------- | -------------- | ---------------- | ---------------------- |
| 2001 | チェンジズ / チェンジド(Changes / Changed)                             | —              | —              | —                | メディカル・ヒストリー |
| 2005 | ソウル・ファンクション / ジャンクション18(Soul Function / Junction 18) | —              | —              | —                | メディカル・ヒストリー |
| 2006 | ドッグ・ヒル / フレッシュ89 (Dog Hill / Fresh 89)                      | —              | —              | —                | メディカル・ヒストリー |
| 2006 | ライズ・アゲイン / コントロール・フリーク (Rise Again / Control Freak) | —              | —              | —                | メディカル・ヒストリー |
| 2006 | ラウンド&ラウンド / パウダーキラー (Round & Round / Powderkiller)      | —              | —              |                  | メディカル・ヒストリー |
| 2008 | ショックアウト / ラビランス (Shockout / Labyrinth)                     | —              | —              | —                | スーパーサイズド       |
| 2009 | レッド・ミスト (Red Mist)(feat. IK)                                    | —              | 1              | —                | スーパーサイズド       |
| 2010 | スウィート・ハーモニー (Sweet Harmony)(feat. Liquid)                   | 64             | 6              | —                | レイヴ・ディガー       |
| 2010 | イル・ビヘイビアー (Ill Behaviour)(feat. I-Kay)                        | 36             | 7              | —                | レイヴ・ディガー       |
| 2010 | ウィ・キャン・ハブ・イット・オール(We Can Have It All)                 | —              | 22             | —                | レイヴ・ディガー       |
| 2011 | トゥナイト(Tonight)(feat. Netsky)                                      | 91             | 11             | 77               | レイヴ・ディガー       |

### その他の楽曲
- 1998 - マンハッタン (Manhattan)
- 2000 - ドゥ・イット・アゲイン / ダブ・イット・アゲイン (Do It Again / Dub It Again)
- 2000 - ザ・ストラット / ウォーク・トール (The Strutt / Walk Tall)
- 2002 - プラスティック・サージェリー・3サンプラー (Plastic Surgery 3 Sampler)
- 2007 - アンダー・ザ・シー (Under the Sea)